# Suuwassea emilieae
La suuwassea (Suuwassea emilieae) è un dinosauro erbivoro appartenente ai sauropodi. Visse nel Giurassico superiore (Kimmeridgiano/Titoniano, circa 150 milioni di anni fa) e i suoi resti sono stati ritrovati in Nordamerica (Montana).

## Descrizione
Questo dinosauro, conosciuto principalmente per un esemplare incompleto, possedeva l'aspetto tipico dei sauropodi: collo e coda molto lunghi, un corpo voluminoso sorretto da zampe colonnari e una testa minuscola. Rispetto ad altri sauropodi vissuti nello stesso periodo in Nordamerica (come Diplodocus, Apatosaurus e Barosaurus), la suuwassea era di dimensioni minori, e raggiungeva la lunghezza di circa 15 metri. Alcune caratteristiche scheletriche di questo animale sembrerebbero porlo in una linea ancestrale a quella dei già citati sauropodi giganti.

## Classificazione
I resti della suuwassea provengono dalla formazione Morrison, che ha restituito enormi quantità di fossili di sauropodi in tutti gli Usa occidentali. La fauna del Montana, da cui provengono i resti di Suuwassea, è però particolare e include alcune forme di sauropodi più piccoli della norma. Sembra che Suuwassea appartenesse alla superfamiglia dei diplodocoidi, un gruppo di sauropodi che svilupparono in maniera eccezionale la lunghezza della coda e del collo, e furono caratterizzati da denti a forma di piolo. Suuwassea, però, sembrerebbe troppo primitivo per essere incluso nella famiglia dei diplodocidi propriamente detta, e alcune caratteristiche lo avvicinerebbero invece ai dicreosauridi, un'altra famiglia dalle vertebre caratteristiche.

## Significato del nome
Il nome generico Suuwassea deriva da una parola di lingua Crow, “suuwassa”, che significa “il primo tuono che si sente in primavera”. La radice, tuttavia, è intesa con il significato di “antico tuono” ed è chiaro il riferimento – omaggio a “Brontosaurus”, ovvero la “lucertola del tuono”.